# 22706 Ganguly
22706 Ganguly è un asteroide della fascia principale. Scoperto nel 1998, presenta un'orbita caratterizzata da un semiasse maggiore pari a 2,6039437 UA e da un'eccentricità di 0,1337994, inclinata di 3,09698° rispetto all'eclittica.